# Miguel Ramírez
Miguel Mauricio Ramírez Pérez (ur. 11 czerwca 1970 w Santiago) – piłkarz chilijski grający na pozycji środkowego obrońcy. Nosił przydomek "Cheito".

## Kariera klubowa
Ramírez urodził się w Santiago i tam też rozpoczął karierę piłkarską w klubie CSD Colo-Colo. W jego barwach zadebiutował w 1991 roku w lidze chilijskiej. W swoim debiutanckim sezonie wygrał z CSD Colo-Colo Copa Libertadores (0:0, 3:0 z paragwajską Olimpią Asunción), a także Copa Interamericana. Został też mistrzem kraju. W 1992 roku sięgnął po Recopa Sudamericana. Kolejny tytuł mistrzowski zdobył w roku 1993, a w 1994 wywalczył Puchar Chile.
W 1995 roku Miguel przeszedł do hiszpańskiego Realu Sociedad. W Primera División zadebiutował 18 lutego 1996 w zremisowanym 1:1 meczu z Deportivo La Coruña. W Realu rozegrał 10 spotkań do końca sezonu, ale nie przedłużono z nim kontraktu. Latem wyjechał do Meksyku i został piłkarzem CF Monterrey, w którym był podstawowym obrońcą oraz rozegrał 36 ligowych meczów.
W 1997 roku Ramírez wrócił do Chile. Podpisał kontrakt ze stołecznym Universidad Católica. W tym samym roku został mistrzem fazy Apertura, a w 1999 roku wywalczył mistrzostwo Chile. Ten pierwszy sukces powtórzył w 2002 roku, a w 2004 ponownie został zawodnikiem CSD Colo-Colo. Został mianowany kapitanem zespołu i grał w nim do 2005 roku. Wtedy też zakończył piłkarską karierę.

## Kariera reprezentacyjna
W reprezentacji Chile Ramírez zadebiutował w 19 czerwca 1991 roku w przegranym 1:2 towarzyskim spotkaniu z Ekwadorem. W swojej karierze zaliczył pięć turniejów Copa América: Copa América 1991, Copa América 1993, Copa América 1995, Copa América 1999 i Copa América 2004. W 1998 roku został powołany przez Nelsona Acostę do kadry na Mistrzostwa Świata we Francji. Tam wystąpił w trzech spotkaniach: grupowych z Włochami (2:2) i z Kamerunem (1:1) oraz w 1/8 finału z Brazylią (1:4). Ostatni mecz w reprezentacji rozegrał w 2003 roku przeciwko Paragwajowi (0:1). W kadrze narodowej zagrał 62 razy i zdobył jednego gola.